# Gérard Charollois
Gérard Charollois, né le 22 février 1951 à Saint-Vallier (Saône-et-Loire), est un juriste et un militant écologiste français. Il est le président et cofondateur du mouvement Convention Vie et Nature pour « une écologie éthique et radicale » et pour « le respect des êtres vivants et des équilibres naturels ».

## Parcours et militantisme
Gérard Charollois, aveugle, milite depuis la fin des années 1970 en faveur de la nature, de la faune, des animaux, mais aussi pour une certaine idée des rapports humains, dans une acception d'une société écologiste fondée sur le respect de la liberté individuelle, d'une politique sociale solidaire, d'un refus de la violence dirigée à l'encontre de tout être sensible humain ou non humain.
Il a exercé des fonctions de juge, successivement aux tribunaux de grande instance de Toulon, puis de Périgueux. Il a fait valoir ses droits à la retraite en 2017.
En tant que juriste, Gérard Charollois combat le « loisir chasse » sur le terrain du droit. Dates de chasse des oiseaux, liberté pour les propriétaires fonciers non chasseurs de vivre chez eux sans la chasse donnèrent lieu à une abondante jurisprudence nationale et européenne.
Il fallut plusieurs centaines de jugements de tribunaux administratifs et des dizaines d'arrêts du Conseil d'État, deux arrêts de la Cour de justice des Communautés européennes pour que cessent en France les tirs d'oiseaux migrateurs en février et en été, périodes durant lesquelles ces espèces sont protégées en vertu du droit communautaire.

### Combat contre la«loi Verdeille»
La loi Verdeille imposait aux petits propriétaires non chasseurs d'accueillir les chasseurs sur leurs terres lorsque lesdits propriétaires ne possédaient pas au moins vingt hectares d'un seul tenant.
Charollois a élaboré une thèse d'incompatibilité de cette loi avec la Convention européenne des droits de l'homme, thèse qu'il défendit devant la cour de Strasbourg et qui aboutit à un arrêt de condamnation de la loi des chasseurs le 29 avril 1999,.

#### Conséquences
À la suite de l'arrêt de condamnation, la France a révisé sa législation, en reconnaissant la liberté pour chacun de vivre chez lui sans la chasse, tout en assortissant l'exercice de cette liberté d'embûches tendant à prouver, selon Gérard Charollois, que la France vit sous le joug d'un lobby chasse, auquel obéit une classe politique soumise,,,, et comment ces lobbyistes passent leur temps à influencer les « politiques »

### Convention Vie et Nature
Cofondateur du mouvement Convention Vie et Nature en 2002, avec l’écrivain Armand Farrachi et Jean-Claude Hubert, Gérard Charollois définit une pensée écologiste biocentriste par quelque 300 articles publiés sur le site internet ecologie-radicale.org. Il se prononce pour l'abolition de la chasse et de la tauromachie, et contre la marchandisation du vivant.
Philosophiques et politiques, ces éditoriaux hebdomadaires publiés représentent une synthèse entre la deep ecology anglo-saxonne, l’hédonisme altruiste et l’athéisme d’un Michel Onfray et un conséquencialisme décrit par Peter Singer,, philosophe australien, auteur de La Libération animale et de Questions d'éthique pratique,.
En 2009, il publie Pour en finir avec la chasse, livre dans lequel il décrit son combat contre la « mort loisir » et vise à démontrer la mainmise sur l'État d'un groupe de pressions artificiellement constitué, indiquant qu'en fait la chasse ne recueille que l'adhésion d'une minorité d'adeptes (moins de 2 % de la population),.

### Candidat à la primaire EELV en 2016
Le 9 juillet 2016, il se déclare candidat à la primaire écologiste d'EELV, qui doit se dérouler en octobre 2016, en vue de l'élection présidentielle française de 2017, mais échoue à recueillir le nombre de parrainages nécessaires pour y être qualifié,. La même année, il devient l'un des porte-parole du Mouvement 100 %, une coalition électorale de petites formations politiques (dont l'Alliance écologiste indépendante).

### Interdiction de la chasse à la glu (2021)
Concernant la chasse à la glu en France, le Conseil d’État fait application, par un arrêt du 28 juin 2021, de la directive européenne relative à la conservation des oiseaux telle qu’interprétée par la cour de justice de l’Union européenne en un arrêt de mars 2021. En effet, cette forme de chasse à la glu autorisée dans cinq départements du sud-est de la France est définitivement interdite comme non sélective. 
L’Espagne avait déjà été condamnée en 2004 pour cette chasse à la glu que le gouvernement français a continué à autoriser en attendant une mise en demeure de l’Europe pour cesser « cette pratique non conforme au respect de la biodiversité et à la dignité humaine qui passe par le refus de tuer sans nécessité. »

## Publications
- Pour en finir avec la chasse. La mort-loisir, un mal français, Éditions IMHO, coll. « Radicaux Libres », 2009  (ISBN 978-2-915517-37-8) ; nouvelle éd. Éditions IMHO, coll. « Essais », 2013  (ISBN 978-2-915517-84-2)
- Roger Lahana (Anna Galore), Corrida la honte, préfaces de Gérard Charollois et de Jean-Pierre Garrigues, Nîmes, les Éditions du Puits de Roulle, coll. « Être sensible » 2014 (2e éd. revue et augmentée)  (ISBN 978-2-36782-021-7)

## Pour approfondir